# Rejanellus venustus
Rejanellus venustus är en spindelart som först beskrevs av Bryant 1948.  Rejanellus venustus ingår i släktet Rejanellus och familjen krabbspindlar. Inga underarter finns listade i Catalogue of Life.